# ニッキン
ニッキン（にっきん）は、日本金融通信社が販売・作成を行う金融専門紙。
1955年に創刊された金曜日発刊の週刊紙。日本金融通信社によれば発刊部数10万部で、日本最大の金融専門紙としている。